# Portomarín (parroquia)
Portomarín (llamada oficialmente San Nicolao de Portomarín) es una parroquia y una aldea española del municipio de Puertomarín, en la provincia de Lugo, Galicia.

## Otras denominaciones
La parroquia también es conocida por el nombre de San Nicolás de Portomarín.

## Organización territorial
La parroquia está formada por doce entidades de población, constando ocho de ellas en el nomenclátor del Instituto Nacional de Estadística español:
- A Grabanía
- A Perdigueira
- Barco (O Barco)
- Barreiro
- Ferreiroá
- O Castro da Virxe
- O Mulidao
- Portomarín
- San Miguel
- San Pedro*
- San Roque
- Santa Mariña
- Souto (O Souto)

## Demografía

### Parroquia
| Gráfica de evolución demográfica de Portomarín (parroquia) entre 2000 y 2020 |
|                                                                              |
| Datos según el nomenclátor publicado por el INE.                             |

### Aldea
| Gráfica de evolución demográfica de Portomarín (aldea) entre 2000 y 2020 |
|                                                                          |
| Datos según el nomenclátor publicado por el INE.                         |